# Hochspannung

Warnzeichen nach ISO 3864:
Warnung vor gefährlicher Spannung

Elektrische Spannung wird als Hochspannung (englisch High Voltage, HV) bezeichnet, deren Werte vereinbarungsgemäß 1000 Volt (1 kV) Wechselspannung oder 1500 V (1,5 kV) Gleichspannung überschreiten. Elektrische Spannungen, die die genannten Grenzwerte nicht überschreiten, werden als Niederspannung bezeichnet. Des Weiteren sind unterschiedlich definierte begriffliche Unterteilungen der Hochspannung in die Unterbegriffe Mittelspannung, Hochspannung und Höchstspannung üblich.
Die technische Hauptanwendung von Hochspannung liegt in der elektrischen Energietechnik, wo die Hochspannung dazu dient, hohe elektrische Leistungen über möglichst weite Entfernungen mit Freileitungen und mit möglichst geringen Übertragungsverlusten zu transportieren.

## Allgemeines
Zur Energieübertragung (Stromnetz) wird Wechselstrom auf Hochspannungsleitungen in verschiedenen Netzebenen zum Beispiel mit folgenden Nennspannungen bei einer Frequenz von 50 Hz (Europa) übertragen:
- Mittelspannung, beispielsweise 3 kV, 6 kV, 10 kV, 15 kV, 20 kV, 30 kV, 35 kV:
  - Mittelspannungsnetzen zur Versorgung von einzelnen Stadtteilen oder mehreren Ortschaften
  - kleinere bis mittlere Industriebetriebe, Flughäfen, Krankenhäuser usw.
  - Kleinkraftwerke wie Kleinwasserkraftwerke oder Windkraftanlagen
- Hochspannung (>36 kV nach DIN EN 50160[3]), zum Beispiel 110 kV
  - Versorgung kleinerer Städte und Überlandleitungen
  - Anschluss kleiner Kraftwerke und größerer Industriebetriebe.
- Höchstspannung (>150 kV nach DIN EN 50160), beispielsweise 220 kV, 380 kV, 500 kV, 700 kV, 1150 kV:
  - Großraumversorgung, Verbundnetze zum überregionalen Energieaustausch
  - Anschluss von Großkraftwerken

Auch die Hochspannungs-Gleichstrom-Übertragung arbeitet auf Höchstspannungsebene, jedoch mit Gleichspannung. Sie dient der Übertragung hoher Leistungen über große Entfernungen oder zwischen nicht synchronen Stromnetzen.
Die Verwendung von Hochspannung erfordert besondere Maßnahmen zur Begrenzung der elektrischen Feldstärke, zur Isolation (Isolierstoffe, Isolatoren) und zur Sicherheit, da die Schlagweite (Entstehung eines Funkens, oft mit darauffolgendem Lichtbogen) in Luft unter Normaldruck nicht mehr vernachlässigbar ist beziehungsweise über etwa 1 mm bis mehrere Meter beträgt. Charakteristisch ist das Auftreten von Teilentladungen (innere Teilentladungen, Koronaentladungen und Gleitentladungen).
Als Besonderheit wird im Anwendungsbereich der Raumfahrt, dazu zählen auch unbemannte Satelliten, die Grenze der Hochspannung bei 150 V festgelegt. Der Grund ist, dass ein elektrischer Durchbruch bei niedrigem Gasdruck wie im Vakuum schon bei niedrigeren elektrischen Feldstärken als bei Normaldruck ausgelöst werden kann. Dies ist eine Folge aus dem Paschen-Gesetz.
Nicht zu Verwechseln ist der Begriff der Hochspannung mit dem Begriff von Hochvoltsystemen: In der Fahrzeugtechnik, insbesondere im deutschen Sprachraum gelten Systeme, die mit Wechselspannungen über 30 V bis 1 kV oder mit Gleichspannungen über 60 V bis 1,5 kV betrieben werden, als Hochvoltsysteme. Diese Unterscheidung hat keine physikalischen Gründe, sondern dient auf rechtlicher Seite einer einfacheren Qualifizierbarkeit von Personal für diesen fahrzeugrelevanten Spannungsbereich, ohne den Begriff der Hochspannung aus der Elektrotechnik oder Netzverteilebene zu gebrauchen, die jeweils aufwendigere Qualifikationsmaßnahmen mit sich bringen würden. Beim Begriff "Hochvoltanwendungen" oder "Hochvoltsysteme" ergeben sich jedoch Schwierigkeiten der passenden Übersetzung in andere Sprachen wie z. B. in die englische Sprache.

## Erzeugung und Verwendung

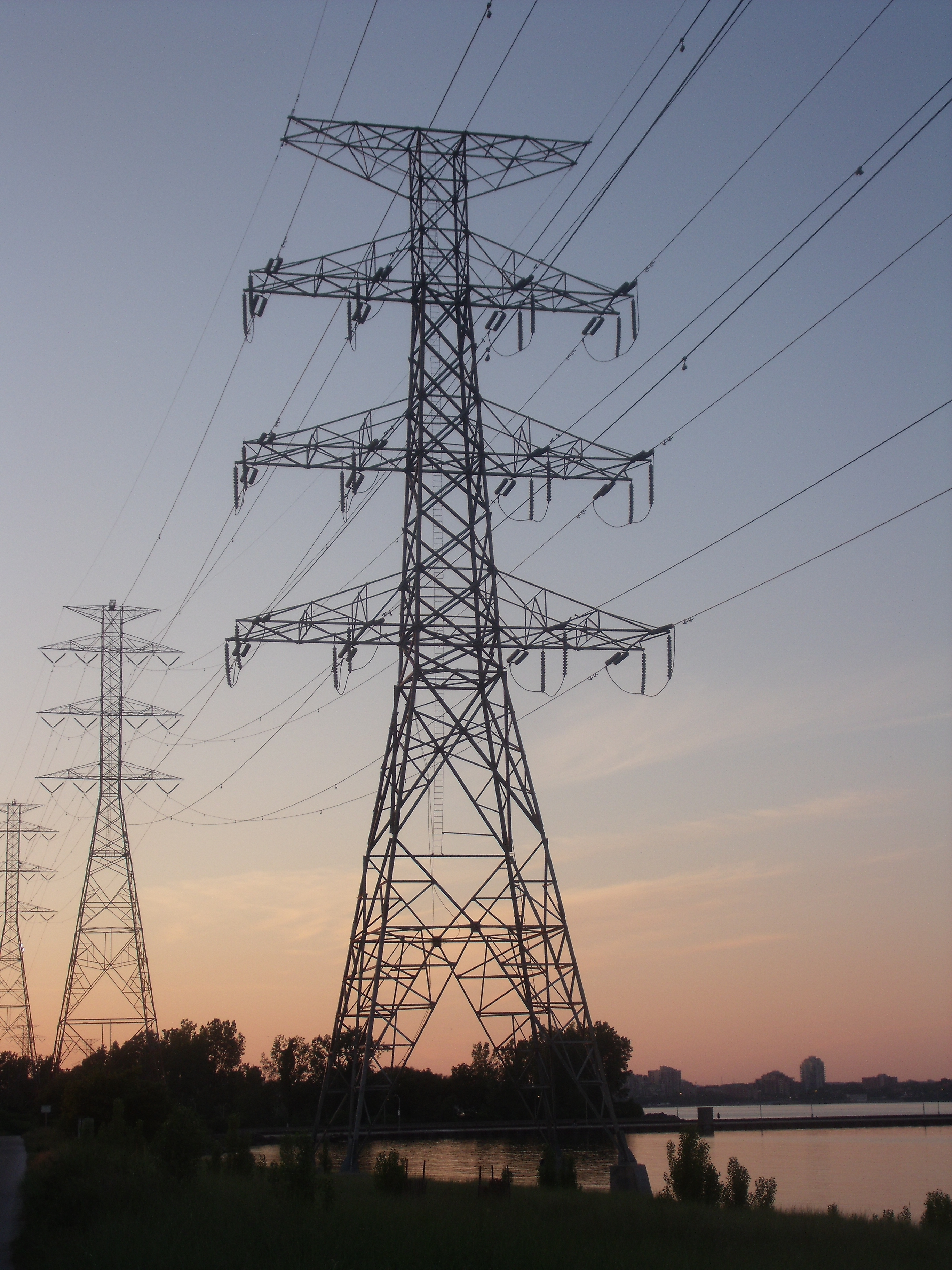
Hochspannungsleitungen

Eine natürliche Quelle sehr hoher Spannungen sind Gewitter. Die Entladung findet in Form von Blitzen oder Elmsfeuern statt.
In Kraftwerken wird die in Generatoren erzeugte Wechselspannung (wenige Kilovolt) mittels Transformatoren zu Hochspannung (zum Beispiel 220 kV) gewandelt (siehe Umspannwerk).
Zur Erzeugung hoher Gleichspannungen werden Bandgeneratoren, Elektrisiermaschinen, Influenzmaschinen und Hochspannungskaskaden eingesetzt.
Teslatransformatoren erzeugen Hochspannung hoher Frequenz.
Funkeninduktoren und Marx-Generatoren erzeugen Hochspannungsimpulse.
Hochspannung wird neben dem wesentlichen Anwendungsbereich der elektrischen Energieübertragung beispielsweise auch für folgende Anwendungen verwendet:
- Erzeugung von Zündfunken
  - Zündspule und Zündkerze im Ottomotor
  - Zündfunke in Öl- oder Gasheizungen und in piezoelektrischen Feuerzeugen
  - Zünden von Blitzlampen und anderen Gasentladungslampen
- Prüfung der elektromagnetischen Verträglichkeit und Störfestigkeit von Bauteilen und Geräten
- Gasentladungen in Gaslasern (z. B. Helium-Neon-Laser, Kohlendioxidlaser, Stickstofflaser)
- Anodenspannung für Elektronenröhren
  - Senderöhren, Klystrone, Wanderfeldröhren
  - Kathodenstrahlröhren, Röntgenröhren
  - Magnetrone, zum Beispiel in der Mikrowelle (ca. 5 kV) oder in Radargeräten (ca. 10 bis über 20 kV)
- Beschleunigung von Elektronen und Ionen (Teilchenbeschleuniger, Elektronenstrahl, Elektronenmikroskop)
- Elektrozaun, Elektrische Fliegenklatsche, Elektroimpulswaffe, Elektroschockpistole
- Elektrisier- und Koronageräte
- Hochspannungs- und Sicherheitsprüfung

## Sicherheit
Im Gegensatz zur Niederspannung, bei der für den Stromfluss ein direkter Kontakt mit den beteiligten Leitern notwendig ist, kann es bei Hochspannung bereits bei der Annäherung an nicht ausreichend isolierte spannungsführende Teile zum Spannungsüberschlag beziehungsweise in defekten oder überlasteten Betriebsmitteln zum Spannungsdurchschlag kommen, wodurch Lichtbögen entstehen, die Menschen und Tiere lebensgefährlich verletzen oder Brände verursachen können.
Zur Personensicherheit müssen Mindest-Sicherheitsabstände eingehalten werden, welche mit der Höhe der Spannung steigen.